# Braque dupuy
Braque dupuy är en hundras från Frankrike. Bland franska stående fågelhundar av braquetyp är det denna som är mest lik den engelska pointern. Braque dupuy har ett ädlare huvud och beskrivs ofta som vinthundslik. Rasen skapades av Pierre Dupuy under början av 1900-talet. Den erkändes av Fédération Cynologique Internationale (FCI) 1963 men är sedan 2002 rapporterad som utdöd av den franska kennelklubben Société centrale canine (SCC).